# Hjorted
Hjorted är en tätort i Västerviks kommun i Kalmar län och kyrkby i Hjorteds socken.

## Historia

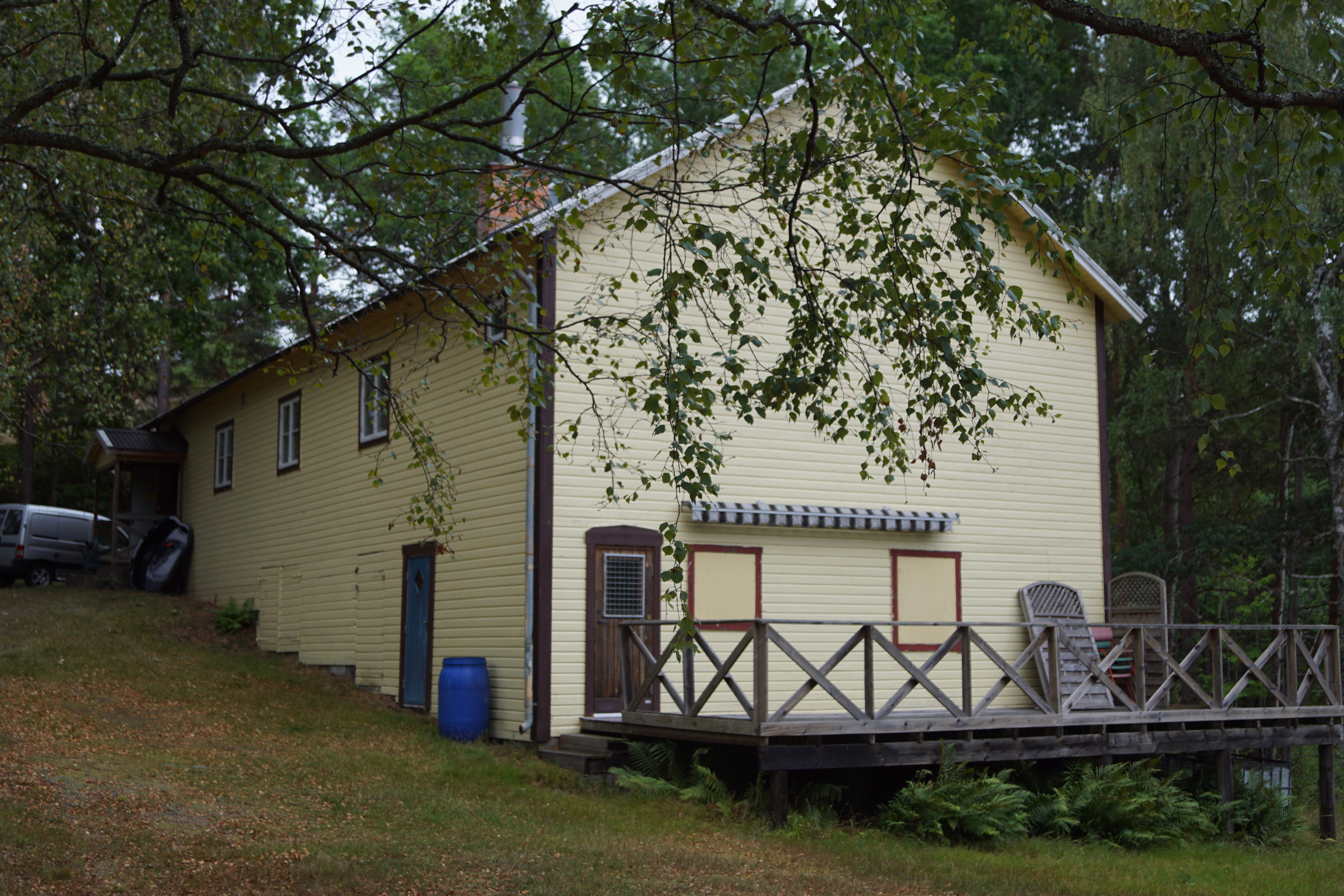
Hjorteds nerlagda biograf, nu loppis.

Hjorted ligger vid den väg som en gång var riksväg 4, vid sjön Hjorten. Vid ett smalt sund anlades en bro här redan på medeltiden och ett litet kyrksamhälle växte upp norr om bron. Den före detta riksvägen österut mot Västervik längs Mjösjön slingrar sig på ett utrymme mellan sjön och den branta bergssidan.  Hjorted fick poststation år 1890 och den drogs in 1994 och ersattes med lantbrevbäring.
En halvmil nordväst om Hjorted anlades 1879 Hjorteds station vid smalspårsbanan Västervik-Hultsfred, men det utvecklades aldrig något stationssamhälle. Då fick man postkontor i stationen men för att inte förväxla järnvägsstationens poststation med byn Hjorteds poststation fick den ena namnet Hjorted och den andra namnet Hjorteds station i poststämpeln. Hjorteds stations postkontor drogs in 1963.
På orten fanns tidigare ett dövstumsinstitut som grundades av Jacob Östberg 1864. 1889 övertog staten ansvaret för institutet och 1911 började lokalerna att användas för sjukhemsverksamhet. Institutets huvudbyggnad revs 1971.

### Befolkningsutveckling
| Befolkningsutvecklingen i Hjorted 1960–2020 | Befolkningsutvecklingen i Hjorted 1960–2020 | Befolkningsutvecklingen i Hjorted 1960–2020 | Befolkningsutvecklingen i Hjorted 1960–2020 | Befolkningsutvecklingen i Hjorted 1960–2020 |
| ------------------------------------------- | ------------------------------------------- | ------------------------------------------- | ------------------------------------------- | ------------------------------------------- |
|                                             |                                             |                                             |                                             |                                             |
| År                                          |                                             |                                             | Folkmängd                                   | Areal (ha)                                  |
| 1960                                        | 1960                                        |                                             | 383                                         |                                             |
| 1965                                        | 1965                                        |                                             | 325                                         |                                             |
| 1970                                        | 1970                                        |                                             | 413                                         |                                             |
| 1975                                        | 1975                                        |                                             | 407                                         |                                             |
| 1980                                        | 1980                                        |                                             | 435                                         |                                             |
| 1990                                        | 1990                                        |                                             | 396                                         | 60                                          |
| 1995                                        | 1995                                        |                                             | 392                                         | 60                                          |
| 2000                                        | 2000                                        |                                             | 354                                         | 60                                          |
| 2005                                        | 2005                                        |                                             | 338                                         | 60                                          |
| 2010                                        | 2010                                        |                                             | 324                                         | 60                                          |
| 2015                                        | 2015                                        |                                             | 326                                         | 65                                          |
| 2020                                        | 2020                                        |                                             | 335                                         | 65                                          |
|                                             |                                             |                                             |                                             |                                             |

### Fotnoter
1. 1 2  Statistiska tätorter 2023, befolkning, landareal, befolkningstäthet per tätort, SCB, 28 november 2024, läs online.[källa från Wikidata]
2. ↑  Befolkning i tätorter 1960-2010, SCB, läs online, läst: 24 oktober 2013.[källa från Wikidata]
3. ↑  Kodnyckel för SCB:s statistiska tätorter och småorter - Koppling mellan gammalt och nytt kodsystem, SCB, 11 november 2021, läs online.[källa från Wikidata]
4. ↑  Åkerman 1988, s. 181-182.
5. ↑  ”Landareal per tätort, folkmängd och invånare per kvadratkilometer. Vart femte år 1960 - 2016”. Statistiska centralbyrån. Arkiverad från originalet den 13 juni 2017. https://web.archive.org/web/20170613011648/http://www.statistikdatabasen.scb.se/pxweb/sv/ssd/START__MI__MI0810__MI0810A/LandarealTatort/?rxid=ff9309f9-7ecb-480f-a73c-08d86b3e56f8. Läst 18 maj 2017.
6. ↑  ”Statistiska centralbyrån - Folkmängd i tätorter 1960-2005”. Arkiverad från originalet den 23 juni 2011. https://www.webcitation.org/5zewoamwt?url=http://www.scb.se/statistik/MI/MI0810/2005A01x/MI0810_2005A01x_SM_MI38SM0703.pdf. Läst 13 december 2010.